# Championnats du monde de cyclisme sur piste 1904
Navigation
Copenhague 1903 Anvers 1905
Les Championnats du monde de cyclisme sur piste 1904 ont eu lieu du 3 au 10 septembre sur la piste du Crystal Palace à Londres, en Angleterre.

## Résultats

### Podiums professionnels
| Compétition | Or                         | Argent                      | Bronze                       |
| ----------- | -------------------------- | --------------------------- | ---------------------------- |
| Vitesse     | Iver Lawson États-Unis     | Thorvald Ellegaard Danemark | Henri Mayer Empire allemand  |
| Demi-fond   | Robert Walthour États-Unis | César Simar France          | Arthur Vanderstuyft Belgique |

### Podiums amateurs
| Compétition | Or                            | Argent                         | Bronze                          |
| ----------- | ----------------------------- | ------------------------------ | ------------------------------- |
| Vitesse     | Marcus Hurley États-Unis      | Arthur L. Reed Grande-Bretagne | Jimmy Benyon Grande-Bretagne    |
| Demi-fond   | Leon Meredith Grande-Bretagne | W.J. Pett Grande-Bretagne      | George A. Olley Grande-Bretagne |

## Tableau des médailles
| Rang  | Nation          | Or | Argent | Bronze | Total |
| ----- | --------------- | -- | ------ | ------ | ----- |
| 1     | États-Unis      | 3  | 0      | 0      | 3     |
| 2     | Grande-Bretagne | 1  | 2      | 2      | 5     |
| 3     | Danemark        | 0  | 1      | 0      | 1     |
| -     | France          | 0  | 1      | 0      | 1     |
| 5     | Allemagne       | 0  | 0      | 1      | 1     |
| -     | Belgique        | 0  | 0      | 1      | 1     |
| Total | Total           | 4  | 4      | 4      | 12    |